# Wenzelia brevipes
Wenzelia brevipes är en vinruteväxtart som beskrevs av Merrill.. Wenzelia brevipes ingår i släktet Wenzelia och familjen vinruteväxter. Utöver nominatformen finns också underarten W. b. alabatensis.